# 珀姆里特
珀姆里特（法語：Peumerit，法語發音：[pømʁit]）是法国菲尼斯泰尔省的一个市镇，属于坎佩尔区。

## 地理
珀姆里特（47°56'19"N, 4°18'33"W）面积19.59 平方千米，位于法国布列塔尼大區菲尼斯泰尔省，该省份为法国最西部的省份，位于布列塔尼半岛西部，北西南三面环大西洋，东临阿摩尔滨海省和莫尔比昂省。
与珀姆里特接壤的市镇（或旧市镇、城区）包括：普洛加斯泰勒-圣日耳曼、普洛内乌尔-朗韦恩、普洛旺、特雷奥加特。

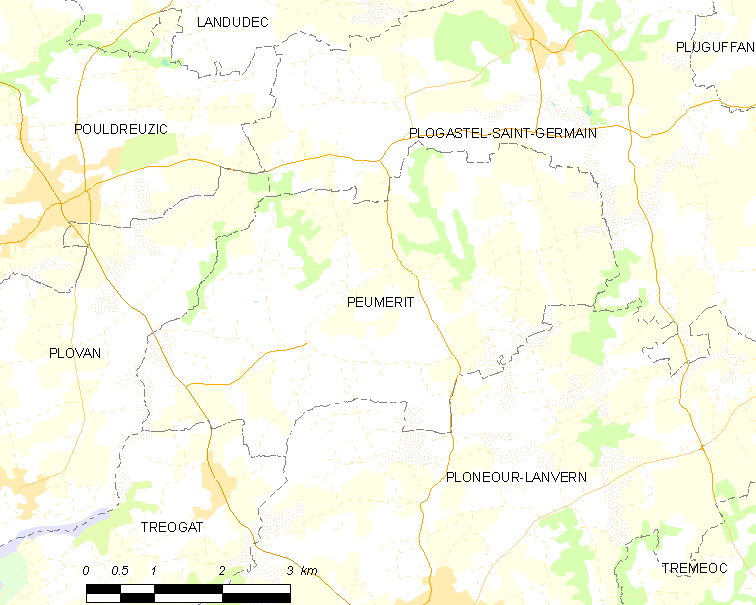
珀姆里特的OSM定位图

珀姆里特的时区为UTC+01:00、UTC+02:00（夏令时）。

## 行政
珀姆里特的邮政编码为29710，INSEE市镇编码为29159。

## 政治
珀姆里特所属的省级选区为普洛内乌尔-朗韦恩县。

## 人口

1962-2008年间珀姆里特人口变化图示

珀姆里特于2022年1月1日时的人口数量为903人。